# Дёгтев, Вячеслав Иванович
Вячесла́в Ива́нович Дёгтев (10 августа 1959 — 16 апреля 2005) — советский и российский военный лётчик и писатель.

## Биография
Родился 10 августа 1959 года в хуторе Карасилов Воронежской области (ныне — посёлок Новая Жизнь в Истобинском сельском поселении, Репьёвский район) в семье сельского кузнеца. В 1979 окончил Вяземский учебный авиационный центр, служил лётчиком-истребителем. В 1991 окончил московский Литературный институт им. А. М. Горького.
Выпустил 13 книг прозы. Публиковался в журналах «Москва», «Роман-газета», «Наш современник», «Юность», «Московский вестник», «Подъём», «Слово», газетах «Советская Россия», «Красная звезда», «День литературы», «Коммуна», «Вечерний Воронеж», «Воронежское обозрение», «Молодой коммунар», альманахе «Литрос» и др. Был членом Союза писателей России, входил в состав редколлегии газеты «Литературная Россия».
16 апреля 2005 года в Воронеже на 46-м году жизни попал в больницу с подозрением на инсульт и скончался.
Похоронен на центральной Аллее Славы Коминтерновского кладбища города Воронежа.

## Публикации
- Будьте счастливы! : Повесть. — Воронеж, 1990. — ISBN 5-7458-0170-0
- Тесные врата: Рассказы. — М., 1990. — ISBN 5-235-01648-3
- Викинг: [Сборник]. — Воронеж, 1994. — ISBN 5-88139-011-3
- Гутен морген: Рассказ. — М., 1995. — ISBN 5-7612-0182-8
- Русская душа: Рассказы. — М., 2003. — ISBN 5-88010-162-2
- Крест : Кн. рассказов. — М., 2003. — ISBN 5-9553-0021-X
- Карамболь: Рассказы и повесть. — М., 2004. — ISBN 5-235-02671-3
- Пар над кровью: Рассказ. — М., 2005.

## О творчестве Вячеслава Дёгтева
- Сычёва Л. После крушения
- Евсеенко И. И. Нераскаявшийся и непрощённый // журнал «Подъём», № 4, 2006.
- Сапелкин Н. С., «Русская душа. Памяти Вячеслава Дёгтева» (Воронеж, 2006); «Смеющийся лев: легенда Вячеслава Дёгтева» (Воронеж, 2007); «Четыре жизни Вячеслава Дёгтева» (Воронеж, 2008).